# Helius (Rhamphidioides) venustissimus
Helius (Rhamphidioides) venustissimus is een tweevleugelige uit de familie steltmuggen (Limoniidae). De soort komt voor in het Afrotropisch gebied.